# بريجيت إينجيرير

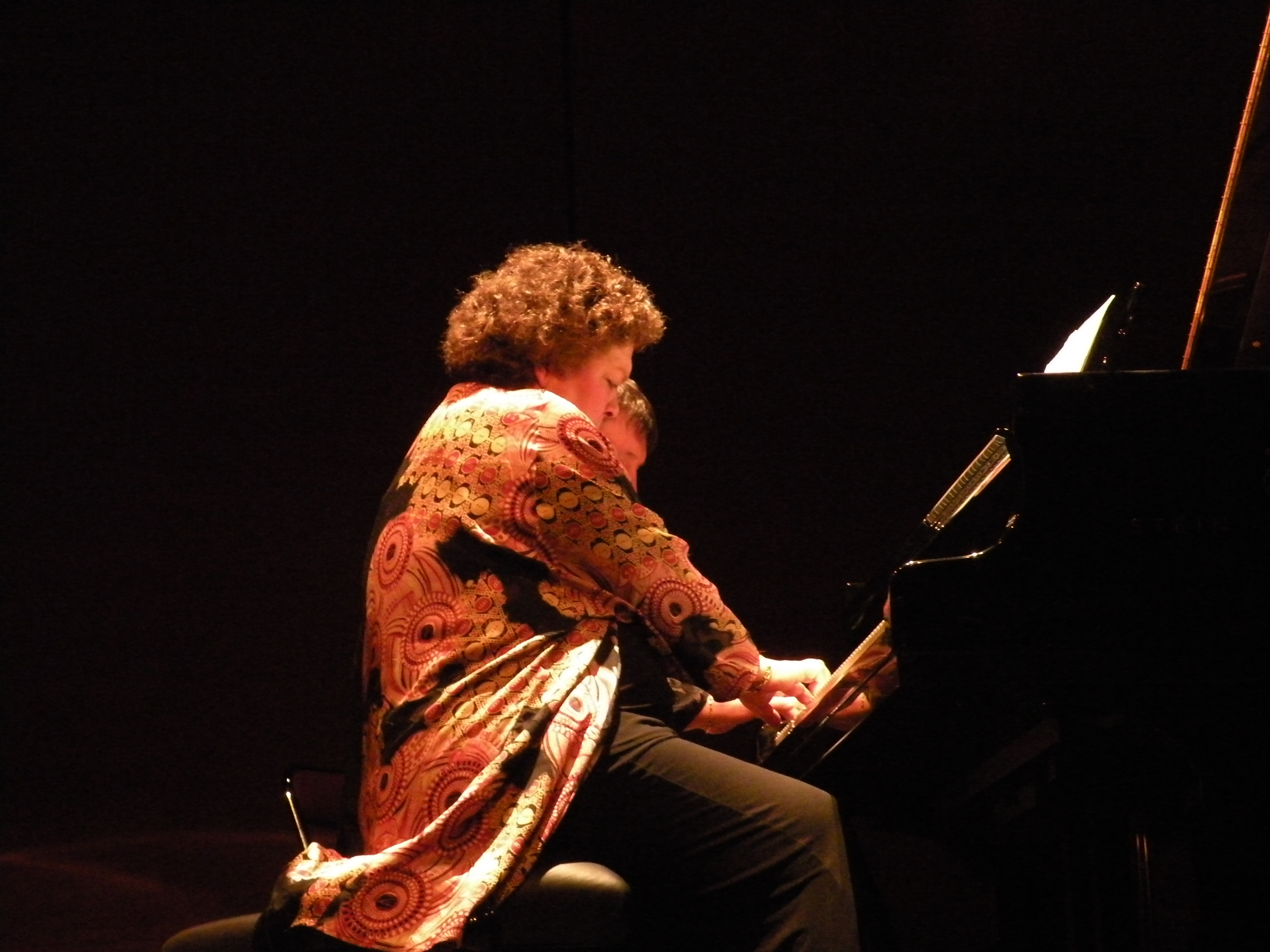
بريجيت إينجيرير في 2009

بريجيت إينجيرير (بالفرنسية: Brigitte Engerer)‏ وهي عازفة بيانو فرنسية ولدت في يوم 27 أكتوبر 1952 في مدينة تونس في تونس الفرنسية، توفيت في يوم 23 يونيو 2012.

## روابط خارجية
- بريجيت إينجيرير على موقع IMDb (الإنجليزية)
- بريجيت إينجيرير على موقع ميوزك برينز (الإنجليزية)
- بريجيت إينجيرير على موقع أول ميوزيك (الإنجليزية)
- بريجيت إينجيرير على موقع ديسكوغز (الإنجليزية)
- بريجيت إينجيرير على موقع قاعدة بيانات الفيلم (الإنجليزية)